# Gerd Lindner-Bonelli
Gerd Lindner-Bonelli (* 4. September 1922 in Dresden; † 2006 in Schwerin)
war ein Mandolinenvirtuose, der in den 1960er und 1970er Jahren auch international konzertierte.

## Leben
Ab 1936 hatte er Privatunterricht bei Jorgos Chartofilax. Ab 1942 war er mit einem eigenen Quartett auf Tournee.
Er studierte ab 1951 an der Hochschule für Musik Franz Liszt Weimar bei Erich Repke. Er war musikalischer Weggefährte von Roland Zimmer und Erhard Fietz. Seit 1960 war er als Mandolinenlehrer am Konservatorium in Schwerin tätig. Von 1960 bis 1965 war er Hochschullehrer an der Hochschule für Musik „Hanns Eisler“ Berlin.
Als Solist spielte Lindner-Bonelli in der DDR auch beim Zupf-Ensemble des Freien Deutschen Gewerkschaftsbundes. Mit dem Doppelquartett des FDGB Die Mandolinisten, das er von 1954 bis 1958 leitete, erfolgten regelmäßig Aufführungen von Werken für Mandoline und Zupforchester.
Lindner-Bonelli wirkte schwerpunktmäßig in der Deutschen Demokratischen Republik, erhielt jedoch auch Einladungen nach West-Berlin und ins europäische Ausland, unter anderem nach Österreich und Italien. Als Solist musizierte Lindner-Bonelli im Westen unter anderem mit dem RIAS-Kammerorchester.

## Preise und Auszeichnungen
1951 wurde Lindner-Bonelli bei den Weltjugendspielen als Solist ausgezeichnet.

## Tonträger
- Solist: G. Hoffmann Mandolin Concerto, Urania LP-URANIA-UR-7110